# Broch de Gurness
 (novembre 2019).
Si vous disposez d'ouvrages ou d'articles de référence ou si vous connaissez des sites web de qualité traitant du thème abordé ici, merci de compléter l'article en donnant les références utiles à sa vérifiabilité et en les liant à la section « Notes et références ».
Pour les articles homonymes, voir Broch (homonymie).
Le broch de Gurness (Broch of Gurness) est un broch, fortification antique écossaise, construit entre 200 et 100 av. J.-C. dans les Orcades. 
Il s'élevait à l'origine à 8 mètres de haut. L'entrée ouvre dans la salle principale, où se trouve le foyer rectangulaire. Son double mur de pierre sèche lui assure solidité et stabilité : les deux parois séparées par un vide, sont reliées à intervalles réguliers par de grosses pierres. Entre les deux épaisseurs du mur, sont aménagés de petites cellules et un escalier de pierre en colimaçon menant à l'étage supérieur puis au toit. Dans la salle souterraine à laquelle on accède par des marches de pierre, se trouve un réservoir d'eau de source.
Des petites habitations sont disposées autour du broch, on y découvre l'agencement intérieur : emplacement du foyer central, niches de rangement aménagées dans les murs de pierre... Le village qui hébergeait une quarantaine de familles, est entouré de trois fossés défensifs alternant avec trois talus. Sa situation est stratégique : les bateaux qui passaient dans le Eynhallow Sound, bras de mer entre Gurness et les îles de Rousay, Wyre et Eynhallow, ne pouvaient manquer d'être repérés. Les Pictes d'abord, puis les Vikings ont utilisé ce site : les fouilles ont mis au jour une maison picte (Shamrock House) et de nombreux objets vikings qui se trouvent aujourd'hui au musée de Tankerness House à Kirkwall.